# Prix Zerilli-Marimo
Pour les articles homonymes, voir Marimo.
Le prix Zerilli-Marimo est un prix littéraire annuel, décerné en France par l'Académie des sciences morales et politiques.
« Créé et doté, en 1984, par la baronne Zerilli Marimo en mémoire de son époux, correspondant de l’Académie, ce prix est destiné à récompenser une œuvre mettant en valeur le rôle de l’économie libérale dans le progrès des sociétés et l’avenir de l’homme ».
Il est décerné sur proposition de la section Économie politique, Statistique et Finances de l’Académie.
Guido Zerilli Marimò, né le 18 août 1903 à Trapani (Italie) et mort le 12 mars 1981 à Milan (Italie), est un banquier, haut-fonctionnaire, diplomate et dirigeant de société italien.

## Lauréats
- 1984 : Maurice Allais
- 1985 : Jean Boissonnat pour Le Journal de Crise 1973-1984
- 1991 : Marcel Boiteux
- 1996 : Maurice Lauré
- 1997 : Octave Gélinier
- 1998 : Béatrice Majnoni d’Intignano (1942-....)
- 1999 : Jean-Claude Trichet
- 2000 : Bertrand Du Marais
- 2001 : Christian de Boissieu
- 2002 : Philippe de Woot (1930-2016) pour l’ensemble de son œuvre
- 2003 : Jean-Pierre Potier (1949-....) et André Tiran pour leur ouvrage Jean-Baptiste Say. Nouveaux regards sur son œuvre
- 2004 : Jean Tirole pour l’ensemble de son œuvre
- 2005 : Michel Camdessus pour Le sursaut, vers une nouvelle croissance pour la France
- 2006 : Pierre Cahuc et André Zylberberg pour Le chômage, fatalité ou nécessité ?
- 2007 : Henri Prévot pour Trop de pétrole !
- 2008 : Didier Lombard pour son ouvrage Le village numérique mondial
- 2009 : Jacques Lesourne pour l’ensemble de son œuvre et plus particulièrement pour son dernier ouvrage Les crises et le XXIe siècle
- 2010 : Pierre-André Chiappori pour l’ensemble de son œuvre
- 2011 : Michel Didier pour l’ensemble de son œuvre
- 2012 : Philippe Manière pour l’ensemble de son œuvre et plus particulièrement, pour son ouvrage Le pays où la vie est plus dure
- 2013 : Hermann Simon et Stéphan Guinchard pour Les champions cachés du XXIe siècle. Stratégies à succès
- 2014 : Philippe Aghion, Gilbert Cette et Élie Cohen pour leur ouvrage Changer de modèle
- 2015 : Gérard Hirigoyen pour la direction de l’ouvrage Entreprises familiales, défis et performances
- 2016 : Gaspard Koenig pour son ouvrage Le Révolutionnaire, l'Expert et le Geek
- 2017 : Roger Guesnerie pour l’ensemble de son œuvre
- 2018 : Philippe Trainar pour l’ensemble de son œuvre
- 2019 : Jean-Marc Daniel pour l’ensemble de son œuvre
- 2020 : Paul Seabright pour l’ensemble de son œuvre
- 2021 : François Ecalle (1958-....)
- 2022 : Olivier Babeau pour l’ensemble de son œuvre
- 2023 : Sergueï Guriev et Daniel Treisman pour leur ouvrage Spin dictators – le nouveau visage de la tyrannie du XXIème siècle
- 2024 : Jacques Mistral pour son œuvre publiée